# Réseau routier d'Eure-et-Loir
Cet article présente l'histoire, les caractéristiques et les événements significatifs ayant marqué le réseau routier du département d'Eure-et-Loir en France.
Au 31 décembre 2011, la longueur totale du réseau routier du département d'Eure-et-Loir est de 13 296 kilomètres, se répartissant en 125 kilomètres d'autoroutes, 165 kilomètres de routes nationales, 7 491 kilomètres de routes départementales et 5 515 kilomètres de voies communales.
Il occupe ainsi le 23e rang au niveau national sur les 96 départements métropolitains quant à sa longueur et le 29e quant à sa densité avec 2,3 kilomètres par km2 de territoire.

## Histoire

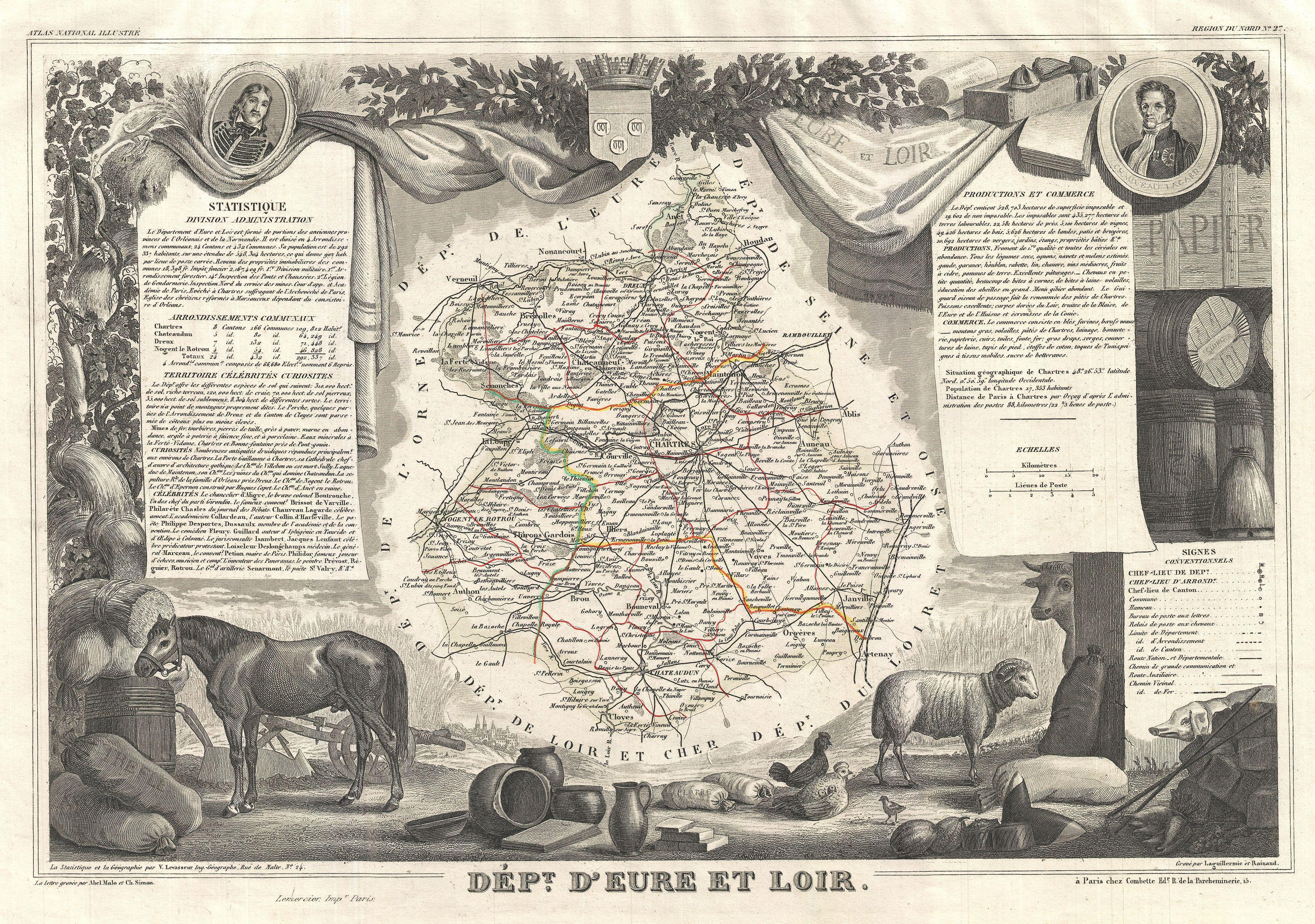
Carte Levasseur du département d'Eure-et-Loir (1852).

### XVIIIesiècle
De 1750 à 1784, l’ensemble du réseau routier est pour la première fois cartographié à grande échelle (au 86400e) et de manière complète par Cassini de Thury, à la demande de Louis XV. Ces cartes sont d’une grande richesse toponymique, mais d’une grande pauvreté quant à la figuration du relief et de l’altimétrie. De même les chemins secondaires sont rarement représentés, du fait d’une part de leur état médiocre, d’autre part de leur faible importance économique.

### XIXesiècle
L’Atlas national illustré réalisé par Victor Levasseur est un précieux témoignage du XIXe siècle, les cartes coloriées à la main sont entourées de gravures indiquant statistiques, notes historiques et illustrations caractéristique des départements. Sur ces cartes sont représentées les routes, voies ferrées et voies d'eau. Par ailleurs, les départements sont divisés en arrondissements, cantons et communes.

### XXesiècle

#### Réforme de 1930
Devant l'état très dégradé du réseau routier au lendemain de la Première Guerre mondiale et l'explosion de l'industrie automobile, l'État, constatant l'incapacité des collectivités territoriales à remettre en état le réseau routier pour répondre aux attentes des usagers, décide d'en prendre en charge une partie. L'article 146 de la loi de finances du 16 avril 1930 prévoit ainsi le classement d'une longueur de l'ordre de 40 000 kilomètres de routes départementales dans le domaine public routier national.
Concernant le département d'Eure-et-Loir, dix-huit itinéraires deviennent, au fil de trois décrets, des routes nationales. L'ensemble est disparate et relève de choix probablement contextuels :

##### Décret du22 janvier 1931
Sont classés dans le réseau des routes nationales les onze « itinéraires » suivants, :
- « Nogent-le-Rotrou - Laigle, par Longny » (Eure-et-Loir - Orne) : RN 818 partiellement ;
- « Verneuil - Longny » (Eure - Orne)[Note 3] ;
- « Courville - La Loupe » (Eure-et-Loir) : partie eurélienne de RN 820 ;
- « Chartres - Saint-Calais » (Eure-et-Loir - Sarthe) : partie de RN 821 ;
- « Blois - Châteaudun » (Loir-et-Cher - Eure-et-Loir) : RN 824 ;
- « Châteaudun - Beaugency » (Eure-et-Loir - Loiret) : partie de RN 825 ;
- « Le Mans - Pithiviers, par Châteaudun » (Sarthe - Loiret) : RN 827 partiellement ;
- « Anet - Nogent-le-Rotrou » (Eure-et-Loir) : partie de RN 828 ;
- « Dreux - Nogent-le-Roi » (Eure-et-Loir) : RN 829 ;
- « Paris -Deauville, par Bernay » (Seine - Calvados) : RN 833 partiellement ;
- « Chartres - Verneuil » (Eure-et-Loir - Orne) : partie nord de RN 839.

##### Décret du19 février 1932
Sont ajoutés les cinq itinéraires suivants :
- « Bellême - la Loupe » (Orne - Eure-et-Loir) : RN 820 partiellement ;
- « Nogent-le-Rotrou - Illiers » (Eure-et-Loir) : RN 822.
- « Chartres - Orléans, par Patay » (Eure-et-Loir - Loiret) : partie de RN 835 ;
- « Chartres - Angerville » (Eure-et-Loir - Essonne) : partie sud de RN 839 ;
- « La Ferté-Vidame - Châteaudun, par la Loupe et Illiers » (Eure-et-Loir) : RN 841 partiellement ;

##### Décret du16 septembre 1932
Deux nouveaux itinéraires sont ajoutés :
- « Le Mans -  Pithiviers, par Châteaudun » (Sarthe - Loiret) : RN 827 partiellement ;
- « Versailles - Angerville » (Yvelines - Essonne) : RN 838, enclaves d'Oysonville, Grandville-Gaudreville, Dommerville.

#### Réforme de 1972

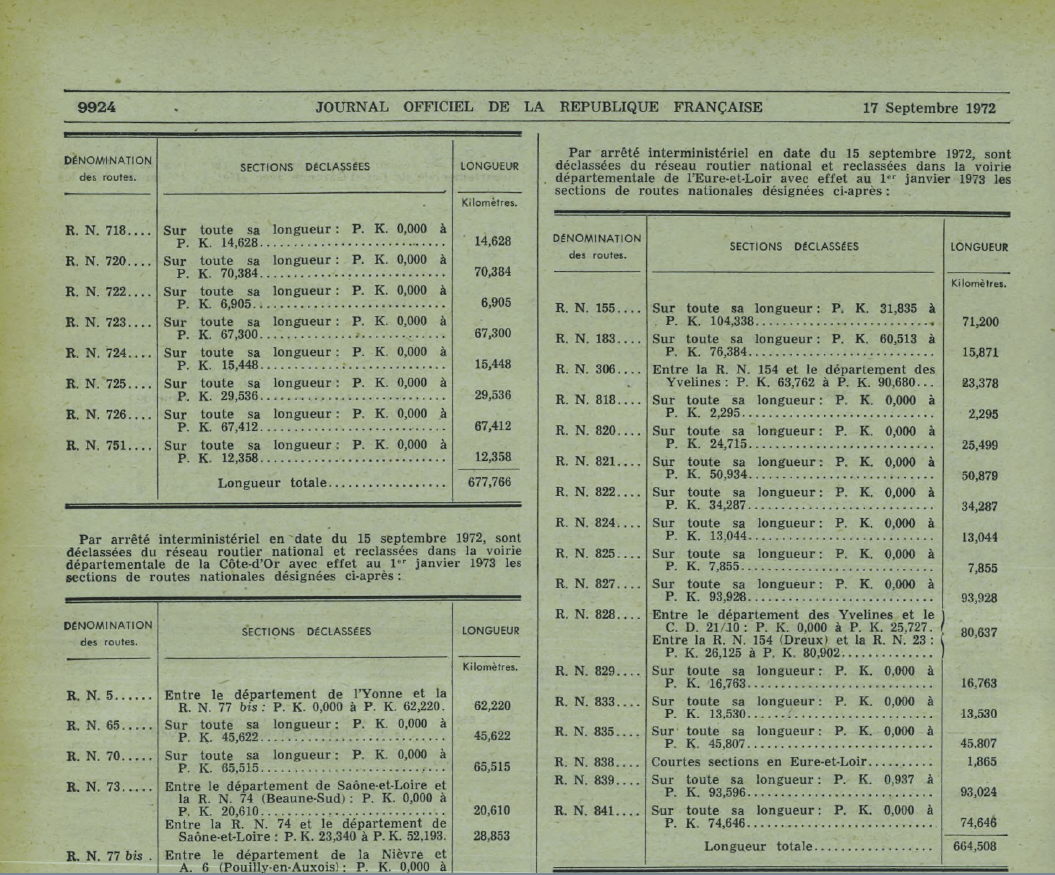
Arrêté du 15 septembre 1972 portant déclassements de 17 routes nationales en Eure-et-Loir.

En 1972, un mouvement inverse est décidé par l'État. La loi de finances du 29 décembre 1971 prévoit le transfert dans la voirie départementale de près de 53 000 kilomètres de routes nationales. Le but poursuivi est :
- d'obtenir une meilleure responsabilité entre l'État et les collectivités locales en fonction de l'intérêt économique des différents réseaux,
- de permettre à l'État de concentrer ses efforts sur les principales liaisons d'intérêt national,
- d'accroître les responsabilités des assemblées départementales dans le sens de la décentralisation souhaitée par le gouvernement,
- d'assurer une meilleure gestion et une meilleure programmation de l'ensemble des voies.

Le transfert s'est opéré par vagues et par l'intermédiaire de plusieurs décrets publiés au Journal officiel. Après concertation, la très grande majorité des départements a accepté le transfert qui s'est opéré dès 1972.
En ce qui concerne le département d'Eure-et-Loir, le transfert de dix-sept routes nationales est acté avec un arrêté interministériel publié au journal officiel le 17 décembre 1972.

### XXIesiècle

#### Réforme de 2005
Une nouvelle vague de transferts de routes nationales vers les départements intervient avec la loi du 13 août 2004 relative aux libertés et responsabilités locales, un des actes législatifs entrant dans le cadre des actes II de la décentralisation où un grand nombre de compétences de l'État ont été transférées aux collectivités locales. Dans le domaine des transports, certaines parties des routes nationales sont transférées aux départements et, pour une infime partie, aux communes (les routes n'assurant des liaisons d'intérêt départemental).
Le décret en Conseil d’État définissant le domaine routier national prévoit ainsi que l’État conserve la propriété de 8 000 kilomètres d’autoroutes concédées et de 11 800 kilomètres de routes nationales et autoroutes non concédées et qu'il cède aux départements un réseau de 18 000 kilomètres.
Dans le département d'Eure-et-Loir, le transfert est décidé par arrêté préfectoral signé le 15 décembre 2005. 110 kilomètres de routes nationales sont déclassées. La longueur du réseau routier national dans le département passe ainsi de 279 kilomètres en 2004 à 165 en 2006 pendant que celle du réseau départemental s'accroît de 7 397 à 7 495 kilomètres.

## Caractéristiques

### Composition du réseau
Le réseau routier comprend cinq catégories de voies : les autoroutes et routes nationales appartenant au domaine public routier national et gérées par l'État, les routes départementales appartenant au domaine public routier départemental et gérées par les conseils généraux et les voies communales et chemins ruraux appartenant respectivement aux domaines public et privé des communes et gérées par les municipalités. Le linéaire de routes par catégories peut évoluer avec la création de routes nouvelles ou par transferts de domanialité entre catégories par classement ou déclassement, lorsque les fonctionnalités de la route ne correspondent plus à celle attendues d'une route de la catégorie dans laquelle elle est classée. Ces transferts peuvent aussi résulter d'une démarche globale de transfert de compétences d'une collectivité vers une autre.
Au 31 décembre 2011, la longueur totale du réseau routier du département d'Eure-et-Loir est de 13 296 kilomètres, se répartissant en 125 kilomètres d'autoroutes, 165 kilomètres de routes nationales, 7 491 kilomètres de routes départementales et 5 515 kilomètres de voies communales.
Il occupe ainsi le 23e rang au niveau national sur les 96 départements métropolitains quant à sa longueur et le 29e quant à sa densité avec 2,3 kilomètres par km2 de territoire.
Trois grandes réformes ont contribué à faire évoluer notablement cette répartition : 1930, 1972 et 2005.
L'évolution du réseau routier entre 2002 et 2017 est présentée dans le tableau ci-après.
|                        | 2002   | 2003   | 2004   | 2005   | 2006   | 2007   | 2008   | 2009   | 2010   | 2011   | 2012   | 2013   | 2014   | 2015   | 2016   | 2017   |
| ---------------------- | ------ | ------ | ------ | ------ | ------ | ------ | ------ | ------ | ------ | ------ | ------ | ------ | ------ | ------ | ------ | ------ |
| Autoroutes             | 125    | 125    | 125    | 125    | 125    | 125    | 125    | 125    | 125    | 125    | 125    | 125    | 125    | 125    | 125    | 125    |
| Routes nationales      | 287    | 279    | 279    | 161    | 165    | 168    | 169    | 169    | 165    | 165    | 157    | 165    | 165    | 165    | 165    | 165    |
| Routes départementales | 7 396  | 7 397  | 7 397  | 7 397  | 7 495  | 7 496  | 7 495  | 7 495  | 7 487  | 7 491  | 7 479  | 7 468  | 7 463  | 7 462  | 7 461  | 7 445  |
| Voies communales       | 5 284  | 5 284  | 5 275  | 5 346  | 5 397  | 5 431  | 5 431  | 5 478  | 5 515  | 5 515  | 5 560  | 5 571  | 5 571  | 5 585  | 5 604  | 5 610  |
| TOTAL                  | 13 092 | 13 085 | 13 076 | 13 029 | 13 182 | 13 220 | 13 220 | 13 267 | 13 292 | 13 296 | 13 321 | 13 329 | 13 324 | 13 337 | 13 355 | 13 345 |

### Autoroutes
L'Eure-et-Loir est traversé par deux autoroutes, l'A10 et l'A11. Le troisième, l'A154, a fait l'objet en 2018 d'une déclaration d'utilité publique.

#### Autoroute A10
- Aires de repos de Boutroux (sens  Paris-Bordeaux),  de Marnières (sens Bordeaux-Paris) à Sainville

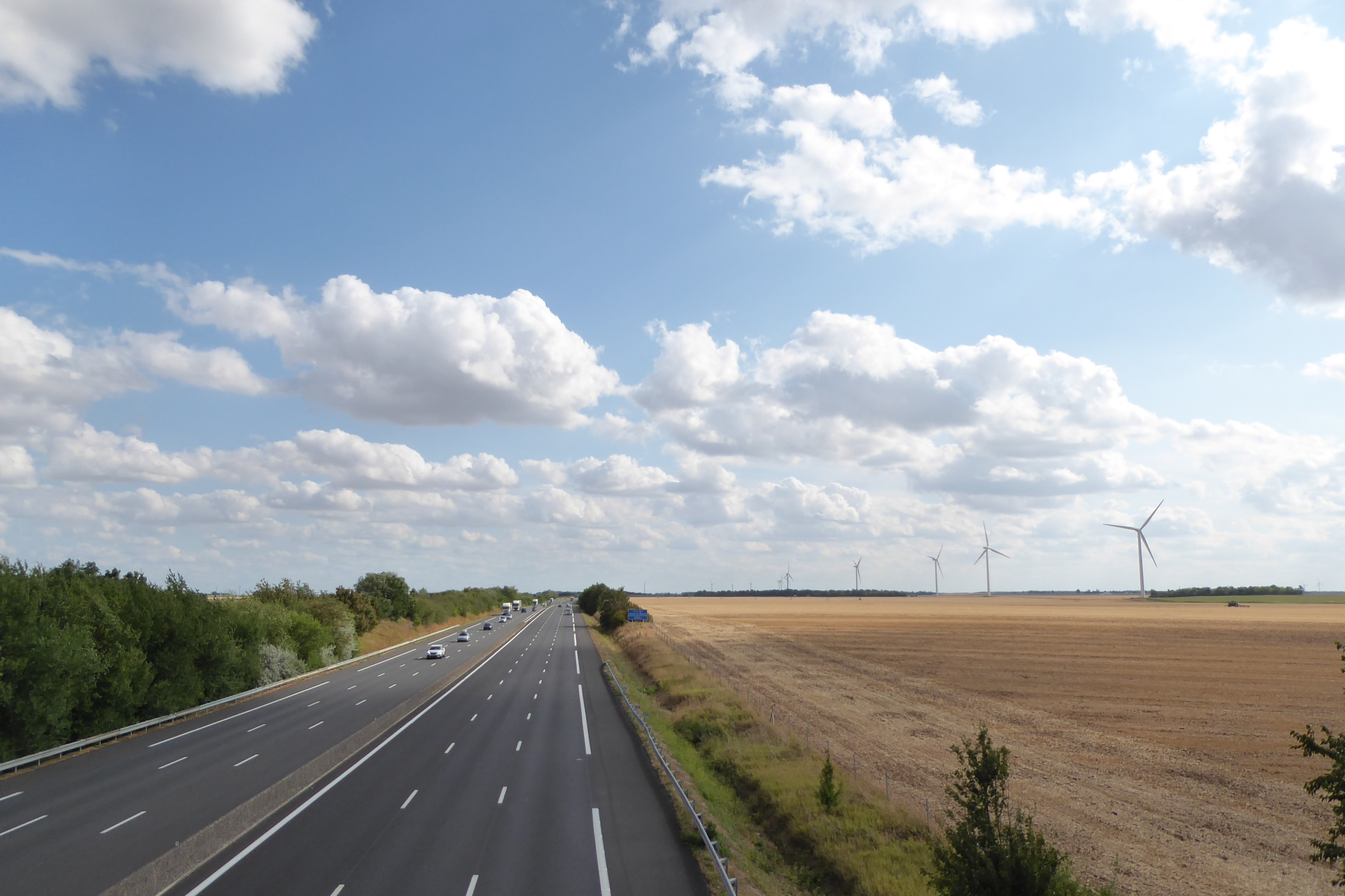
Aire de service des Plaines de Beauce à 2000 m, Mérouville Lesvesville-la-Chenard, A10.

- Aires de service des Plaines de Beauce (anc. Francheville) (sens Paris-Bordeaux),  de Val Neuvy (sens Bordeaux-Paris) à Fresnay-l'Évêque
- (en projet)  Échangeur entre A10 et A154 (Chartres, Rouen) (de et vers Bordeaux)
- 12 Allaines à 66 km : Allaines-Mervilliers, Janville-en-Beauce, Chartres, Châteaudun
- Aires de repos du Héron Cendré (sens  Paris-Bordeaux),  de La Dauneuse (sens Bordeaux-Paris) à Dambron

#### Autoroute A11
- Aires de service de Chartres-Gasville (sens Paris-Nantes),  de Chartres-Bois Paris (sens Nantes-Paris)
- 2 Chartres-Est  Échangeur entre A11 et A154 (en projet) à 29 km : Chartres-Est, Chartres-Centre
- Aires de repos de Ver-lès-Chartres - les Souchets (sens  Paris-Nantes),  de Ver-lès-Chartres - les Moineaux (sens Nantes-Paris)
- 3 Chartres-Centre à 42 km : Chartres-Centre, Châteaudun
- Aires de repos de La Poêle Percée (sens  Paris-Nantes),  des Dix-Sept Setiers (sens Nantes-Paris) à Ermenonville-la-Grande
- 3.1 Illiers-Combray : Illiers-Combray, Brou
- Aires de repos de La Charonnerie (sens  Paris-Nantes),  de La Leu (sens Nantes-Paris) à Illiers-Combray
- Aires de service des Manoirs du Perche (anc. Brou-Frazé) (sens Paris-Nantes),  de Brou-Dampierre (sens Nantes-Paris) à Dampierre-sous-Brou
- 4 Brou à 74 km : Brou, Châteaudun, Nogent-le-Rotrou
- Aires de repos de Charmes (sens  Paris-Nantes),  de La Petite Jardinière (sens Nantes-Paris) à Authon-du-Perche

#### Autoroute 154 (projet)
Il est prévu de prolonger l'autoroute 154 afin de relier Rouen à Orléans vers 2030. L'État prévoit de doubler la RN 154 sur 90 km en Eure-et-Loir par une autoroute concédée entre Nonancourt et Allaines où elle pourrait être connectée aux autoroutes A 10 et A 19. Cette autoroute à péage reprendra entre Dreux et Chartres des tronçons à deux fois deux voies déjà existants. Entre Dreux et Nonancourt, l'autoroute absorberait le trafic de la RN 12.
La section est déclarée d'utilité publique en juillet 2018.

### Routes nationales
Le département bénéficie de six routes nationales : 
- La route nationale 10, de La Bourdinière-Saint-Loup à Cloyes-les-Trois-Rivières, passe par Châteaudun ;
- La route nationale 12, de Cherisy à Saint-Rémy-sur-Avre, passe par Dreux ;
- La route nationale 123 constitue la partie sud du contournement de Chartres ;
- La route nationale 154, de Dreux à Allaines-Mervilliers, passe par Chartres ;
- La route nationale 254 relie Allaines-Mervilliers à l'échangeur n° 12 de l'A10 ;
- La route nationale 1154 contourne Chartres par le nord-ouest, en reliant la RN 154 à Lèves à la RN 123 à Amilly.

### Routes départementales
(liste non exhaustive)
- Route départementale 17 : Garancières-en-Beauce - Courtalain ;
- Route départementale 19 : Jouy - Guillonville ;
- Route départementale 24 : Sainville - Chartres - Senonches ;

#### Anciennes routes nationales
Les routes départementales peuvent également être l'une des vingt-et-une anciennes routes nationales (RN) déclassées en 1972, numérotées 9XX, à l'exception de l'ancienne RN 191, renumérotée RD 191, de l'ancienne RN 20, renumérotée RD 2020, et de l'ancienne RN 838, renumérotée RD 838 :
- Route départementale 191 (ancienne RN 191) : Garancières-en-Beauce (RN Corbeil-Essonnes - Ablis)
- Route départementale 838 (ancienne RN 838) : Oysonville et Gommerville (RN Versailles - Angerville) ;
- Route départementale 906 (ancienne RN 306) : Épernon - Lèves (RN Paris - Lèves) ;
- Route départementale 910 (ancienne RN 10) : Le Gué-de-Longroi - Thivars (RN Quatre-Pavés-du-Roi, Montigny-le-Bretonneux - Frontière espagnole Béhobie, commune d'Urrugne (Pyrénées-Atlantiques)) ;
- Route départementale 918 (ancienne RN 818) : Margon (Eure-et-Loir) - L'Aigle (Orne) [Note 4] ;
- Route départementale 920 (ancienne RN 820) : La Loupe - Courville-sur-Eure (RN Bellême - Courville-sur-Eure) ;
- Route départementale 921 (ancienne RN 821) : Chartres - Chapelle-Royale (RN Chartres - Pont-de-Braye, commune de Lavenay (Sarthe)) ;
- Route départementale 922 (ancienne RN 822) : Nogent-le-Rotrou - Illiers-Combray[Note 5] ;
- Route départementale 923 (ancienne RN 23) : Chartres - Nogent-le-Rotrou (RN Chartres - Nantes) ;
- Route départementale 924 (ancienne RN 824) : Châteaudun - Charray (RN Châteaudun - Blois) ;
- Route départementale 925 (ancienne RN 825) : Thiville (Eure-et-Loir) - La Croûte, commune de Neung-sur-Beuvron (Loir-et-Cher)[Note 4] ;
- Route départementale 927 (ancienne RN 827) : Toury - Chapelle-Guillaume (RN Pithiviers (Loiret) - Connerré (Sarthe)) ;
- Route départementale 928 (ancienne RN 828) : Le Mesnil-Simon - La Loupe (RN Mantes-la-Jolie (Yvelines) à la Fourche, commune de Coulonges-les-Sablons (Orne)) ;
- Route départementale 929 (ancienne RN 829) : Dreux - Nogent-le-Roi[Note 5] ;
- Route départementale 933 (ancienne RN 833) : Saint-Ouen-Marchefroy - Saint-Lubin-de-la-Haye (RN Bernay (Eure) - Houdan (Yvelines)) ;
- Route départementale 935 (ancienne RN 835) : Chartres - Guillonville (RN Chartres - Saint-Péravy-la-Colombe (Loiret)) ;
- Route départementale 939 (ancienne RN 839 : Rueil-la-Gadelière - Baudreville (RN Verneuil-sur-Avre (Eure) - Angerville (Essonne)) ;
- Route départementale 941 (ancienne RN 841) : Morvilliers - Logron (RN Verneuil-sur-Avre (Eure) - Logron) ;
- Route départementale 955 (ancienne RN 155) : Villampuy - Nogent-le-Rotrou (RN Orléans (Loiret) - Saint-Malo (Ille-et-Vilaine)) ;
- Route départementale 983 (ancienne RN 183) : Maintenon - Faverolles (RN Maintenon - Lattainville (Oise)) ;
- Route départementale 2020 (ancienne RN 20) : Rouvray-Saint-Denis - Toury (RN Paris - Frontière espagnole Bourg-Madame (Pyrénées-Atlantiques)) ;

N. B. : l'ancienne RN 188, dont le tracé du Gué-de-Longroi à Chartres est repris par la RN 10 depuis les années 1950, est repris par la RD 910 du Gué-de-Longroi jusqu'à Thivars inclus.